# Ужґавенес
Ужґавенес (лит. Užgavėnės, «заговини») — литовське свято зустрічі весни. Воно має чимало рис, які зближують його зі слов'янською Масницею, і безсумнівно, його витоки також лежать в язичницькій давнині.

## Історія

### Риси, запозичені в Масниці
Як і Масниця, це свято, увійшовши в систему християнського календаря, стало передувати Великому посту, і тому на ньому прийнято наїдатися досхочу. Як і у східних слов'ян, тут прийнято їсти млинці, вони подаються гарячими, з різними начинками. Всупереч поширеній думці, поїдання млинців, швидше за все, пов'язано не з культом Сонця (млинці нібито символізують сонце), а з шануванням предків. Це доводиться тим, що як і у слов'ян, у литовців існує повір'я, що УжМавенес це особливий день, що розділяє різні природні цикли, а саме — зиму і весну.
У такі дні зв'язок між світом людей і світом духів особливо значний, і в наш світ приходять душі померлих предків. У ці дні по всій Європі проводилися ходи ряджених, чому прикладом може служити знаменитий Геловін, також передує початку нового циклу (що починається з кельтського свята Самайн 1 листопада, тобто на інший день). Ряджені наслідують духів, які прийшли з темного світу, і гучними веселими криками відганяють їх. УжМавенес несе в собі обов'язкову традицію рядження, котра має на меті веселощі, сміх у глядачів. Особливо часто зустрічається наряд козла, який веселить народ не завжди пристойною поведінкою (що, втім, йому завжди прощається). Постійно можна зустріти також костюми циганів, відьом, демонів і т. д. Все це має чимало перегуків з іншими європейськими святами і міфами.
Значну роль в карнавалі ряджених грає поява героїв на ім'я Лашінініс і Канапініс. Перший, чиє ім'я перекладається як «товстий» уособлює собою зиму і період до посту, тому він зображується з товстим пузом і часто обвішаний різними м'ясними стравами, наприклад, ковбасами. Канапініс — худорлявий і праведний, він дотримується посту і завдяки цьому набуває особливої сили. В ході їх боротьби, яка може розігруватися різними способами, зрозуміло, верх бере Канапініс, що символізує перемогу весни і відхід зими. На Русі можна знайти подібні мотиви в олійних кулачних боях або взяття крижаної фортеці.
Ще одна схожість з Масницею Ужґавенес виявляє в тому, що, припадаючи на весну, він також призначений до того, щоб проводити зиму і зустріти новий, теплий і світлий час року. Як і на Масляну, тут прийнято спалювати опудало зими, яке подекуди називають Море. Подібно до того, як подекуди на Русі процесією, яка веде опудало зими до багаття, керує чудний чоловік в веселому костюмі, у литовців Море може супроводжувати «генерал», який припадає також і «секундантом» в поєдинку Лашінініса і Канапініса. Після перемоги останнього опудало Море урочисто спалюється, цим також керує «генерал». Подібну картину етнографи спостерігали в багатьох російських губерніях.

### Свято сьогодні
Сьогодні це свято, що відбувається із народного середовища, широко відзначається в багатьох місцях проживання литовців. У столиці Литви — Вільнюсі свято проходить на Ратушній площі при великому скупченні народу. Тут відбуваються численні конкурси, відкриті традиційні ремісничі лавки, і прямо на вулиці готують багато страв національної кухні, млинці, ковбаси, продають хмільні напої. Іншим місцем, де масово проводиться Ужґавенес, є Румшішкєс — парк-музей, де представлені численні етнографічні експонати, що розповідають про історію та побут литовців і їх предків.